# Вашактун

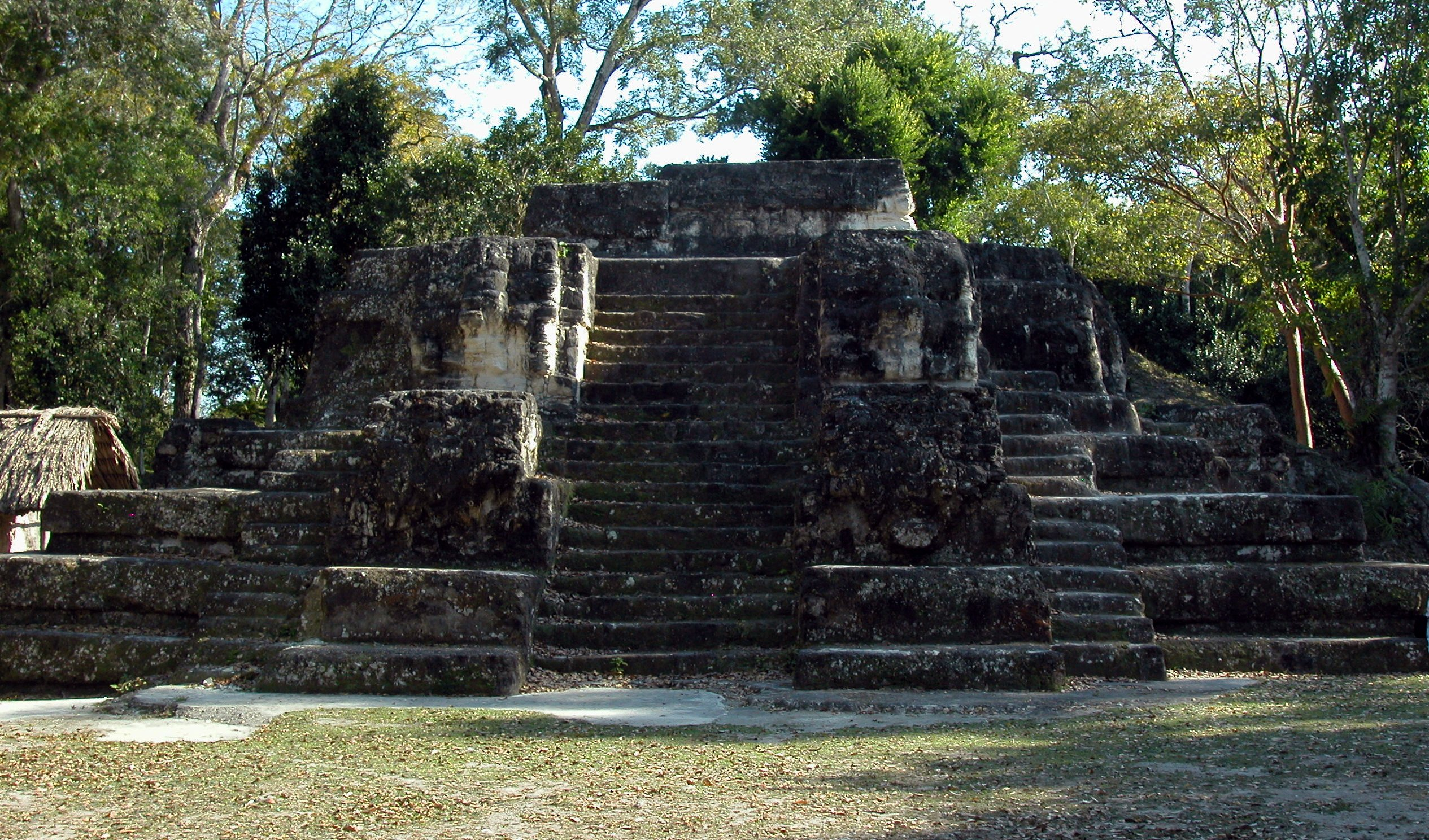
Храм Масок, он же — сооружение E-VII. Первая обсерватория культуры майя

Вашактун (исп. Uaxactún) — археологический памятник культуры майя. Находится в 25 км к северу от Тикаля в департаменте Петен, Гватемала. Город был открыт американским археологом Сильванусом Морли в 1916 году и был назван по самой ранней из известных на тот момент майяской стеле, относящейся к циклу 8 (waxak — «восемь», tun — «камень»), которая представляла собой дар правителя Тикаля после поражения, которое ему нанёс правитель Вашактуна.
В древности либо город, либо царство, столицей которого он являлся, назывались «Сийахчан» (Siyajchan), то есть «рождённый небом». Вашактун был основан в VIII—VII вв. до н. э., а между VI и III вв. до н. э. стал центром сильного государства (или вождества), которое ко II веку до н. э., вероятно, заняло всю центральную часть Петенского бассейна. В это время правителям Вашактуна подчинялся расположенный южнее Тикаль, а в самом городе велось активное строительство, свидетельствующее о могуществе местных вождей. На рубеже нашей эры в Вашактуне были построены самые ранние из сохранившихся каменных сводчатых дворцов.
Расцвет города приходится на 500—900 гг. н. э. Наиболее ранняя надпись на Стеле 9 относится к 328 году, а наиболее поздняя, на Стеле 12 — к 899 году. Вашактун был самым крупным населённым пунктом на территории Петена, и длительное время считался самым древним — до тех пор, пока не были найдены Накбе и Эль-Мирадор, самые древние города культуры майя.
Как и многие другие города классического периода, Вашактун был покинут в начале X века н. э. и был скрыт джунглями вплоть до открытия в 1930 году.
Археологи называют астрономические комплексы майяских городов «Группа Е» по той причине, что первый комплекс подобного типа был Группой зданий Е в Вашактуне.
В городе обнаружены настенные росписи. Особенно много их было обнаружено в жилом Строении B XIII, которое не сохранилось до настоящего времени, где представлены изображения на историческую тему. По полихромности исполнения это одно из наиболее совершенных настенных изображений доклассического периода.

## Правители Вашактуна
Официальный титул царей (ахавов) Вашактуна в сохранившихся надписях обозначен «эмблемным иероглифом», который Питер Мэтьюз прочитал как Siyajchan 'ajaw («ахав Сийахчана»). Исходя из этого, существует предположение, что Вашактун в древности был столицей царства Сийахчан. Известны следующие ахавы Сийахчана:
- Йих-Ба'ац — правил во II—III вв.
- Чак-Кабкох-Ак — правил в конце IV — 1-й пол. V в.
- Сийах-Чан-Ак, сын Чак-Кабкох-Ака — правил в 1-й пол. V в.
- Баахте-К'инич, возможно, одно лицо с Сийах-Чан-Аком — правил в середине V в. (установленная им стела 26 датируется 445 годом)
- Пуксик'алис-Чан-Акан-Йо'аат — правил в VI в.
- К'анхаль-Мукууй («Желтеющий Голубь») — правил в VI в.
- Ах-Мукуй — правил в середине VI в. (установленная им стела 6 датируется 554 годом)